# Tetracyklinkontrolleret transkriptionsaktivering
Tetracyklinkontrolleret transkriptionsaktivering er et system for inducerbar genudtryk, hvor transkription reversibelt tændes eller slukkes for ved tilstedeværelse af antibiotikummet tetracyklin eller et af dets derivater (fx doxycyklin). I naturen regulerer Ptet-promoteren TetR, repressoren, og TetA, det protein der pumper tetracyklin ud af cellen.

## Systemerne
De to mest brugte inducerbare systemer for genudtryk i forskning inden for eukaryote celler kaldes Tet-Off og Tet-On. Systemerne bygger på en transaktivator (transkriptionsaktivator), der er et fusionsprotein kaldet tTA bestående af Tet-repressoren, TetR, fundet i Escherichia coli og et aktiveringsdomæne fra VP16, som oprindeligt dannes af Herpes Simplex Virus. Genudtryk aktiveres som et resultat af binding af Tet-Off- eller Tet-On-protein til tetracyklin responselementer (TREer), som findes i en inducerbar promoter. Forskellene mellem Tet-On og Tet-Off er ikke om transaktivatoren tænder eller slukker genet, som navnet ellers kunne indikere, men tværtimod aktiverer begge proteiner genudtrykket: Forskellen er rettere de to proteiners reaktion på doxycyklin (Dox, en mere stabil tetracyklinanalog); Tet-Off aktiverer udtrykket i fravær af Dox, mens Tet-On aktiverer ved tilstedeværelsen af Dox.

### Tetracyklin Responselement
Tetracyklin responselementer (TREer) består af 7 gentagelser af den 19bp bakterielle tet-o-sekvens adskilt af afstandssekvenser. Det er tet-o, der genkendes og bindes af TetR-delen af (r)tTA. TRE befinder sig normalvis opstrøms for en minimal promoter, der giver et meget lavt basisudtryk, når (r)tTA ikke er bundet.

### Tet-Off
Tet-Off-systemet til kontrol af udtrykket af et givent protein i mammale celler blev udviklet af professorerne Hermann Bujard og Manfred Gossen ved Ruprecht-Karls-Universität Heidelberg. Systemet gør brug af tTA, som binder til DNA ved en 'tet'O-operator. Når tTA er bundet, vil 'tet'O-operatoren aktivere en promoter koblet til 'tet'O-operatoren, hvormed transkriptionen af det nærliggende gen påbegyndes. Tetracyklinderivater binder tTA og gør det ude af stand til at binde til TREer og forhindrer dermed transaktivering af det givne gen.

### Tet-On
Tet-On-systemet fungerer modsat Tet-Off. Her er rtTA kun i stand til at binde til operatoren når doxocyklin er bundet til fusionsproteinet. Således vil genet transkriberes, hvis Dox tilsættes. Tet-On foretrækkes til tider på grund af den hurtigere respons.

#### Tet-On Advanced
Tet-On Advanced-transaktivatoren (også kendt som rtTA2S-M2) er en alternativ version af Tet-On, der viser reduceret basalt udtryk og fungerer ved en 10-fold lavere Dox-koncentration end Tet-On. Derudover betragtes dets udtryk som mere stabilt i eukaryote celler. Det blev opdaget i 2000 som et af to forbedrede mutanter af H. Bujard og hans kolleger efter tilfældig mutagenese af TetR-delen af transaktivatorgenet.

## Fordele og ulemper
Tet-systemerne har nogle fordele i forhold til Cre-, FRT- og østrogenreceptorbetinget genudtrykssystemer. I Cre- og FRT-systemerne er aktivering af knockout af et gene irreversibelt, når først rekombinationen er foretaget, hvorimod både Tet- og østrogenreceptersystemerne er reversible. Tet-systemet har en meget stram kontrol med udtrykket, mens østrogenreceptorsystemet er forholdsvis utæt. Tet-systemet, der afhænger af transkriptiong og efterfølgende translation af målgenet, reagerer dog ikke så hurtigt som østrogenreceptorsystemet, der stabiliserer det allerede udtrykte målprotein efter hormonadministrering. Desuden er pleiotropi ikke et problem i Tet-systemet i forhold til hormonbasserede systemer, eftersom tet-o-sekvensen er naturligt fraværende i mammale celler. Når Tet-systemet bruges i cellekultur, er det vigtigt, at der bruges FTS, som ikke er kontamineret af tetracykliner.